# Restrepia roseola
Restrepia roseola, the Rosy Restrepia, là một loài lan đặc hữu của Venezuela.